# Российские сети вещания и оповещения
Московская городская радиотрансляционная сеть (с 2025 — АО «Российские сети вещания и оповещения») —  Акционерное общество "Российские сети вещания и оповещения", крупнейшая в России и мире автоматизированная система трехпрограммного проводного вещания.
На ФГУП МГРС возложены функции оповещения в чрезвычайных ситуациях, так как сеть и абонентские станции способны функционировать при отсутствии электроэнергии в жилых и общественных зданиях. В 1982 году предприятию был вручен Орден Трудового Красного Знамени. По радиотрансляционной сети ФГУП МГРС транслируется две государственные радиостанции: «Радио России» и «Маяк», а также городская станция «Радио Москвы».

## История
Предприятие было создано 16 декабря 1933 года. В годы войны проводное вещание стало ключевым средством массовой информации в Москве, так как эфирные приемники были изъяты, а число радиоточек в то же время превысило 620 тысяч. В этих условиях на МГРС легла основная нагрузка по предупреждению жителей об авианалётах.
С 1963 года в Москве началось внедрение трехпрограммного проводного вещания. Вплоть до распада Союза ССР в эфире МГРС вещало Радио-1, также в прайм-тайм выходили передачи «Наше справочное бюро» и «Москва и москвичи». Помимо этого МГРС занималась озвучиванием крупных городских событий (Олимпиада-80, парады на Красной площади). Также была организована система передвижных радиостанций.
24 июня 2013 года произошла реорганизация ФГУП «Московская городская радиотрансляционная сеть» путём присоединения к нему ФГУП «Радиотрансляционная сеть Санкт-Петербурга». В результате реорганизации ФГУП МГРС было переименовано в Ордена Трудового Красного Знамени Федеральное государственное унитарное предприятие «Российские сети вещания и оповещения» (ФГУП РСВО).
В 2015 году между РСВО и Москвой шли споры о принадлежности имущества, в том числе о 3-4 сотнях объектов недвижимости и 7 тысячах километров проводных сетей. На тот момент сборы РСВО с населения Москвы оценивались в 1,2 млрд рублей ежегодно. МЧС предлагало передать ему РСВО в 2015 году (из Россвязи)
На 2016 год у предприятия суммарно насчитывалось 3,24 млн абонентов в Москве, Санкт-Петербурге и Севастополе (2,9 млн физических лиц), а протяженность магистральных и фидерных линий проводного вещания в городе превышала 13 тысяч километров. Также предприятие имеет около 3 тысяч уличных динамиков для оповещения.
26 мая 2025 года в рамках приватизации государственных предприятий "ФГУП". было ликвидировано ФГУП "РСВО" и Учреждено АО "РСВО"  

## Руководство
С 2015 по 2017 годы директором предприятия являлся Зорин Игорь Петрович. Уволен 28 сентября 2017 года приказом Россвязи в связи с утратой доверия.
В 2017 году иностранный агент Транспаренси Интернэшнл распространил заявление о том, что на имя некоего Игоря Зорина якобы с 2012 года записаны «четыре квартиры в Майами» в кондоминиуме Trump Palace, и что их совокупная стоимость якобы превышает 9 млн долларов США (порядка 0.5 млрд рублей). Кроме этого данный агент распространил некое изображение, якобы свидетельствующее о возможном нарушении законодательства о противодействии коррупции. В конце сентября 2017 года ни Генпрокурора РФ, ни СКР РФ не сообщили каких-либо подробностей после запроса СМИ.

## Проект «Социальная розетка»
На основании постановления мэра Москвы ФГУП МГРС в октябре 2009 года начало реализацию проекта по установке в новых домах «социальных розеток». Эти устройства способны обеспечивать одновременно доступ к радиотрансляции, телевизионной антенне и интернету, а также выполнять функцию оповещения граждан в случае чрезвычайных ситуаций. При этом предполагается, что 8 каналов телевидения, низкоскоростной интернет и 9 радиоканалов будут включены в число «социальных бонусов».
Проект был приостановлен со сменой мэра Москвы; в декабре 2013 года, по неподтвержденным данным, проект был свёрнут и сокращён до установки поэтажных систем оповещения, без доступа в интернет и без каналов телевидения и радиовещания.
В 2015 году РСВО предлагало проект городской WiFi сети.

## Отключение радиоточек
В связи со снижающейся востребованностью абонентских радиоточек многие абоненты расторгают договора с РСВО. Для расторжения договора предприятие требует оформить заявление (лично или, с 2010 года через МФЦ, ГУ ИС), и с 2008 года навязывает платную услугу отключения радиоточки (стоимость услуги составляет 60 рублей). По мнению УФАС Москвы, эта плата могла бы стать дополнительным барьером для отказа от услуг РСВО. Несколько раз такая плата признавалась незаконной, в частности, Московским ФАС и в Санкт-Петербурге в сентябре 2016 года, и составляющей правонарушение ч. 1 ст. 14.4 КоАП РФ.

## Награды ФГУП МГРС
- 1979 — «Образцовое предприятие города Москвы», занесение на Доску почёта ВДНХ.
- 1977 и 1980 — МГРС заносится в книгу Почёта Москвы.
- 1981 — МГРС награждена Орденом Трудового Красного Знамени.
- 2013 — Почётная грамота Московской городской думы[31]